# Mariental (Németország)
Mariental település Németországban, azon belül Alsó-Szászország tartományban. Lakosainak száma 959 fő (2023. december 31.).

## A település részei
- Mariental-Dorf
- Mariental-Horst

## Története
1138-ban alapított a Mariental ciszterci kolostort. A kolostor mellett alakult a falu. Mariental-Horst csak 1945 óta létezik a korábbi légi bázis felhagyása után.

## Népesség
A település népességének változása:
| Lakosok száma | 851  | 841  | 816  | 839  | 931  | 971  | 959  |
|               | 2014 | 2016 | 2017 | 2019 | 2021 | 2022 | 2023 |

## Képek

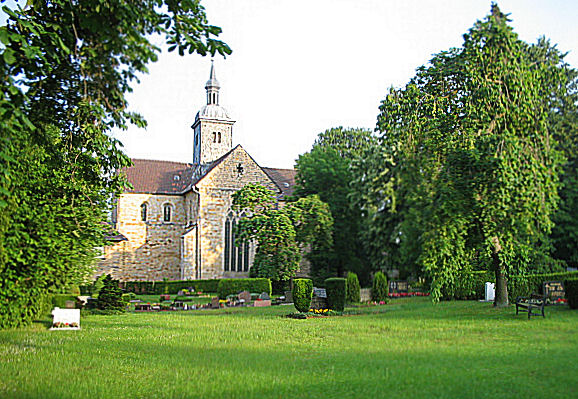
A kolostortemplom
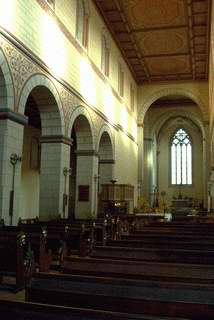
A kolostortemplom
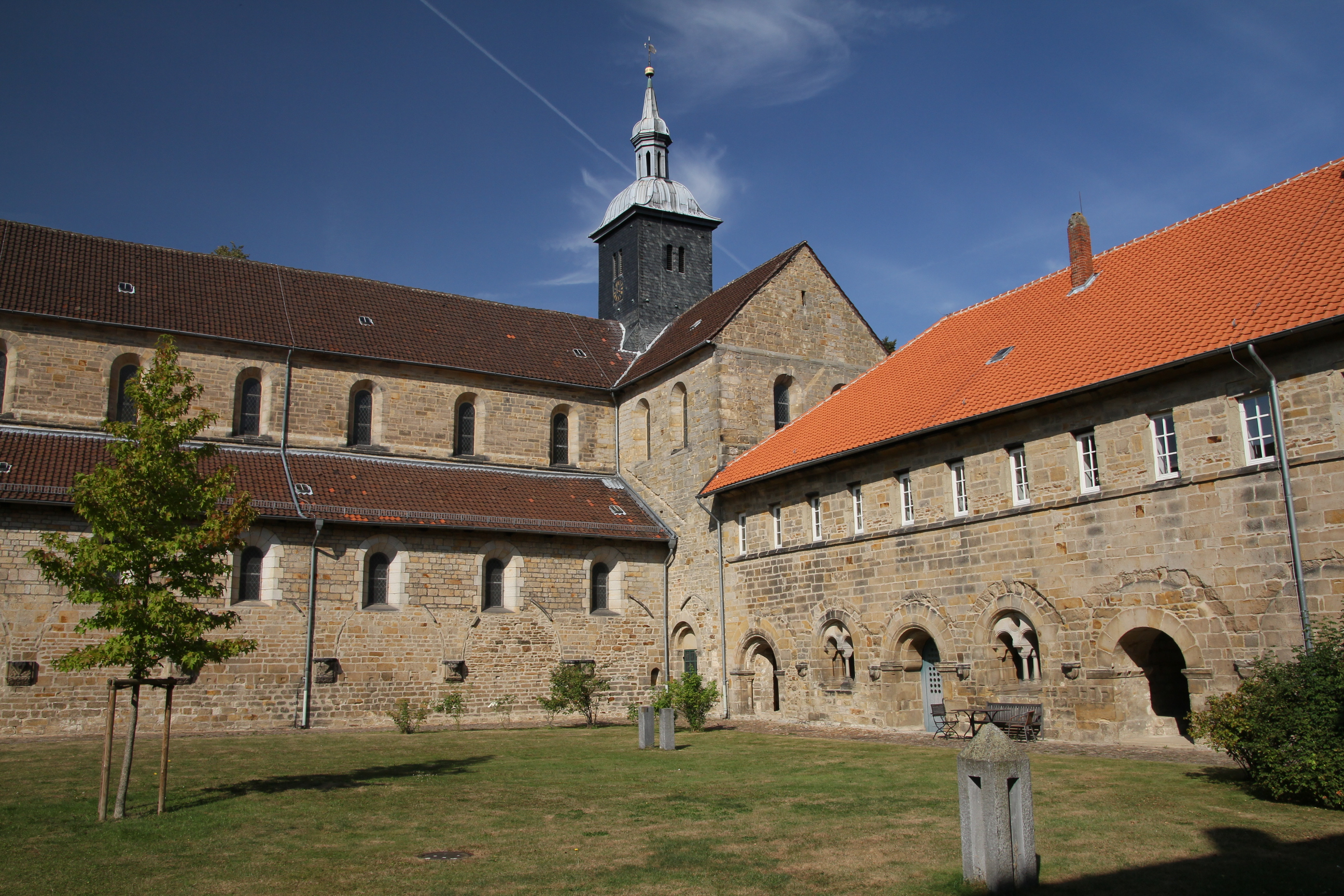
A kolostortemplom
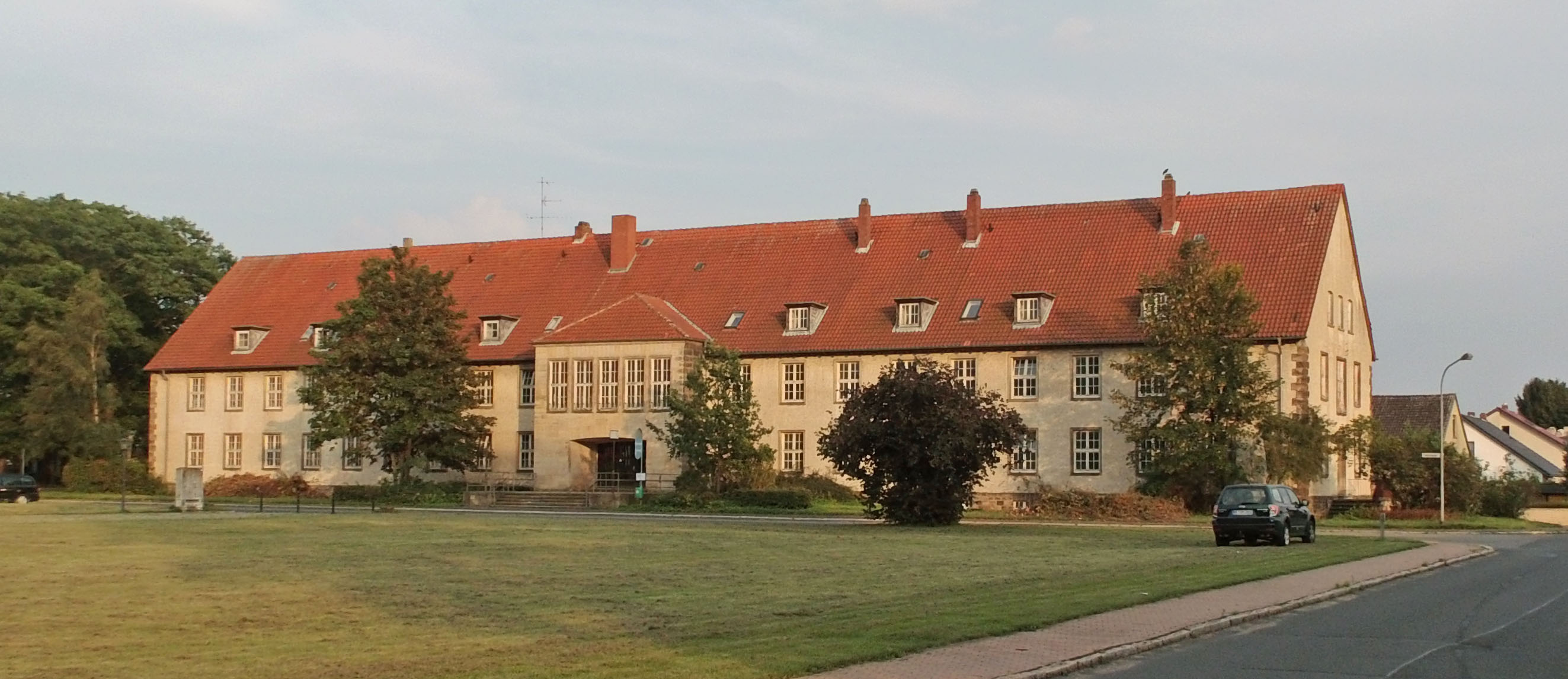
Horst